# マーティンの公理
数学の集合論におけるマーティンの公理（マーティンのこうり、Martin's axiom, MA）とは、マーティン (en:Donald A. Martin) とソロヴェイ (en:Robert M. Solovay) によって1970年に提唱された、ZFCと独立な命題である。
この命題は連続体仮説(CH)から導かれるが、ZFC + ¬ CHとも矛盾しない。すなわち、MAを仮定するかどうかに興味があるのはCHを仮定しないときのみである。
この公理は非形式的には「連続体濃度{\displaystyle {\mathfrak {c}}}未満の任意の基数が{\displaystyle \aleph _{0}}と似たような振る舞いをする」と述べるものである。この主張の背景となる直観を知るには、ラショーヴァ＝シコルスキの補題を研究するとよい。この公理はある種の強制法論法を制御する上で使われる原理である。

## 概要
マーティンの公理のいくつかの表現は概して二部に分かれている。
MA(k)は、「任意の可算鎖条件(以下、cccと略記)を満たす半順序{\displaystyle P}と{\displaystyle P}の中で稠密な集合の任意の族{\displaystyle D}(ただし{\displaystyle |D|}は高々k)に対して、 {\displaystyle P} 上のフィルター {\displaystyle F} で、いかなる {\displaystyle D} の要素 {\displaystyle d} に対しても{\displaystyle F} が {\displaystyle d} と交わりを持つというものが存在する」という命題で、MAは「連続体濃度 {\displaystyle {\mathfrak {c}}} 未満の任意の基数kに対してMA(k)が成り立つ」という命題である。( MA( {\displaystyle {\mathfrak {c}}} )が偽であることはZFCの定理である。)
cccを語る際の注意として、ここで反鎖とは {\displaystyle P} の部分集合{\displaystyle A} で、その互いに異なる任意の二元が両立しないものことである。（二元が両立するとは、その半順序の意味で共通下界が存在することである。）これは、例えば木における反鎖とは定義が異なるので注意が必要である。
MA({\displaystyle \aleph _{0}})は真である。これはラショーヴァ＝シコルスキの補題として知られている。
MA({\displaystyle 2^{\aleph _{0}}})は偽である。:[0,1]はコンパクトハウスドルフ空間であり、可分なのでcccを満たす。[0,1]は孤立点を含まず、[0,1]内の点による一元集合は疎(至る所非稠密)である。しかし、[0,1]は{\displaystyle 2^{\aleph _{0}}}個の点による単集合の和であり、{\displaystyle 2^{\aleph _{0}}}個は多すぎる。

## MA(k)と同値な命題
以下の命題はMA(k)と同値である。
- Xをcccを満たすコンパクトハウスドルフ位相空間とすると、Xは疎な部分集合の族(濃度k以下)の和にはなり得ない。

- Pを空でない、上方可算鎖条件(cccの共通下界に関する要請を共通上界に関するものに置き換えたもの。すなわち、どの二元も共通上界を持たないように要素を取るなら可算個までしか取れないということ。)を満たす半順序集合とし、YをPの共終部分集合の族(ただし、{\displaystyle |Y|\leq k})とすると、右有向集合Aで、全てのYの要素と交わるものがある。

- Aを0でないcccブール代数とし、FをAの部分集合の族(ただし、{\displaystyle |F|\leq k})とする。このとき、ブール準同型写像{\displaystyle \phi :A\to \mathbb {Z} _{2}} で、任意の{\displaystyle X\in F}に対して「{\displaystyle \phi (a)=1}となる{\displaystyle a\in X}が存在するか、またはXの上界bで{\displaystyle \phi (b)=0}となるものが存在する。」を満たすものが存在する。

## MA(k)からの帰結
マーティンの公理からいくつかの組み合わせ論的、解析的、位相的な性質に関する興味深い帰結が得られる。
- コンパクトなハウスドルフ空間Xで濃度が{\displaystyle |X|<2^{k}}未満のものは点列コンパクトである。すなわち、任意の点列は収束する部分列をもつ。

- 濃度がk未満である基底をもつような{\displaystyle \mathbb {N} }上の非自明なウルトラフィルターは存在しない。

MA({\displaystyle \aleph _{1}})は特に興味深い。以下のような命題を導く：
- cccを満たす位相空間の積はcccを満たす。更にこのことから、ススリン線が存在しないこと(ススリンの仮説:SH)が導かれる。

MA+￢CHからは以下の命題が導かれる。
- 自由でないホワイトヘッド群が存在する。サハロン・シェラハはこの事実を使って、ホワイトヘッドの問題がZFCと独立であることを証明した。